# Roger Keyes
Roger John Brownlow Keyes, 1st Baron Keyes, född 4 oktober 1872 i Tundiani Fort, Punjab, Indien, död 26 december 1945 i Buckingham, Buckinghamshire, England, var en brittisk amiral. 

## Biografi
Keyes gick in Royal Navy år 1885 och utnämndes till kommendör för sina insatser under boxarupproret i Kina år 1900. Under åren 1910–1914 var kan kommendörkapten för ubåtsflottiljen och delvis ansvarig för den brittiska segern i slaget vid Helgolandsbukten år 1914. Han var stabschef för operationen vid Dardanellerna år 1915.
År 1917 blev han planeringschef vid amiralitetet, där han förberedde räden mot den tyska basen i Zeebrygge. Efter vapenstilleståndet 1918 utnämndes Keyes till baron, och år 1930 blev han amiral för flottan. År 1940 utnämndes han till Director of the Combined Operations. Under åren 1934–1943 var han parlamentsledamot.